# Selaginella tamariscina
Selaginella tamariscina – gatunek roślin z rodziny widliczkowatych (Selaginellaceae). Pochodzi z obszarów Azji o klimacie tropikalnym lub umiarkowanym (Mongolia, Kamczatka, Chiny, Japonia, Korea, Tajwan, Indie, Indochiny, Tajlandia, Indonezja, Filipiny). Jest uprawiany w wielu krajach świata.

## Morfologia
Niewielka roślina o pędach osiągających długość 4-15 cm. Pędy składają się z żywozielonych, dychotomicznie rozgałęziających się łodyg i listków. Dolne listki są jajowate i ostro zakończone, górne lancetowate, wszystkie z  białawym obrzeżem i gęsto stłoczone. Na listkach powstają zarodnie z zarodnikami. Wodę pobiera za pomocą bezzieleniowych języczków wyrastających u nasady listków.

## Zastosowanie
Młode pędy i liście po ugotowaniu lub w postaci naparu są stosowane w tradycyjnej medycynie chińskiej przy takich dolegliwościach, jak: krwioplucie, krwotok z przewodu pokarmowego, hematosuria, nadmierne krwawienia miesiączkowe, wypadanie odbytnicy. Badania farmakologiczne wykazały w tej roślinie występowanie wielu substancji o działaniu leczniczym, m.in. antygrzybiczych, antymutagennych, antynowotworowych, antybakteryjnych.